# Вдовин, Николай Филиппович
Николай Филиппович Вдовин (1942—2016) — советский и российский архитектор, член Союза архитекторов РФ, заслуженный архитектор Российской Федерации (2013), главный архитектор Алтайского края (1985—2002), кандидат искусствоведения, профессор.

## Биография
Родился 5 января 1942 года в рабочем поселке Тальменка Алтайского края.
В 1966 году окончил архитектурный факультет Новосибирского инженерно-строительного института (Сибстрин).
С 1966 по 1972 годы — старший архитектор, руководитель группы, главный архитектор проектов в управлении главного архитектора Томска, в институте «Томскгражданпроект».
С 1972 по 1982 годы — главный архитектор проектов, руководитель мастерской генерального плана в институте «Алтайгражданпроект».
С 1982 по 1985 годы — главный архитектор Армавира (Краснодарский край).
С 1985 по 2002 годы — главный архитектор Алтайского края.
С 2002 года — руководитель кафедры «Теория и история архитектуры» института архитектуры и дизайна Алтайского государственного технического университета имени И. И. Ползунова.
Организатор проектирования и автор крупных архитектурно-градостроительных проектов в Барнауле и в Алтайском крае.
Воспитал коллектив талантливых архитекторов которые сейчас широко известны в Барнауле, на Алтае и в России: П. И. Анисифоров, С. А. Боженко, А. П. Долнаков.
Автор архитектурных проектов, которые оказали заметное влияние на градостроительное развитие Алтайского края, городов Армавира, Томска и Омска.
Участвовал в реализации проекта районной планировки Белокурихинской лечебно-оздоровительной зоны, участвовал в проекте комплекса отдыха и туризма «Бирюзовая Катунь».
Автор более 50 научных публикаций.
Умер 2 июня 2016 года, похоронен на Черницком кладбище Барнаула.

## Признание
- Заслуженный архитектор Российской Федерации (2013)
- дважды лауреат премии Алтайского края в области науки и техники
- лауреат Золотой пушкинской медали за вклад в развитие традиций отечественной культуры
- лауреат Демидовской премии Алтайского края (2006) — за профессиональную деятельность по сохранению исторической части города Барнаула